# Lars Bohinen
Lars Roar Bohinen (* 8. September 1969 in Vadsø) ist ein ehemaliger norwegischer Fußballspieler. Zwischen 1993 und 2001 spielte er für die englischen Vereine Nottingham Forest, Blackburn Rovers und Derby County. Mit der norwegischen Nationalmannschaft nahm er an der Fußball-Weltmeisterschaft 1994 in den USA teil.

## Spielerkarriere

### Erste Stationen in Norwegen (1986–1990)
Zwischen 1986 und 1990 spielte Lars Bohinen für die norwegischen Vereine Bærum SK, Lyn Oslo, Vålerenga Oslo und Viking Stavanger.

### BSC Young Boys (1990–1993)
Im Juli 1990 wechselte der 20-jährige Norweger in die Schweiz und unterzeichnete einen Vertrag beim BSC Young Boys. In der Schweizer Fussballmeisterschaft 1990/91 erreichte er mit seiner neuen Mannschaft eine Platzierung im Tabellenmittelfeld. Erfolgreicher agierte die Mannschaft aus Bern in der Schweizer Fussballmeisterschaft 1992/93 mit dem Gewinn der Vizemeisterschaft.

### Nottingham Forest (1993–1995)
Nach einer zwischenzeitlichen Rückkehr nach Norwegen bei Lillestrøm SK, wechselte Bohinen am 5. November 1993 zum englischen Zweitligisten Nottingham Forest. Kurz darauf verpflichtete der Verein mit Alf-Inge Haaland einen weiteren norwegischen Nationalspieler. Sein neuer Verein war im Vorjahr aus der neu eingeführten Premier League 1992/93 abgestiegen und erreichte mit dem norwegischen Mittelfeldspieler (23 Ligaspiele/1 Tor) den direkten Wiederaufstieg in die erste Liga. Die Rückkehr in die Premier League 1994/95 führte die Mannschaft um Stan Collymore, Bryan Roy, Stuart Pearce und Lars Bohinen (34 Ligaspiele/6 Treffer) auf den dritten Tabellenplatz.

### Blackburn Rovers (1995–1998)
Am 14. Oktober 1995 verließ Bohinen Nottingham nach zwei Jahren und wechselte für £750.000 zum Ligarivalen und amtierenden Meister Blackburn Rovers und erzielte bis zum Saisonende der Premier League 1995/96 in neunzehn Ligaspielen vier Treffer. Zwei Tore erzielte er dabei am 18. November 1995 beim 7:0-Heimsieg über seinen Ex-Verein Nottingham Forest. In der UEFA Champions League 1995/96 scheiterte der englische Meister vorzeitig in der Gruppenphase. Blackburn konnte zwischen 1996 und 1998 nicht an die erfolgreiche Meistersaison anknüpfen und Lars Bohinen kam mit dreiundzwanzig bzw. sechzehn Ligaspielen nicht wie erhofft zum Zuge.

### Derby County (1998–2001)
Bereits vor Ablauf der Premier League 1997/98 unterschrieb der 28-jährige Mittelfeldspieler für eine Ablösesumme von £1.450.000 einen Vertrag bei Derby County. Im Verlauf der Saison 1998/99 erspielte sich Bohinen (32 Ligaspiele) einen Stammplatz bei der Mannschaft aus Derby und erreichte mit County einen achten Tabellenplatz. Verletzungsbedingt reduzierten sich seine Einsätze in den folgenden beiden Spielzeiten deutlich. Am 23. Januar 2001 wurde sein Vertrag im gegenseitigen Einvernehmen aufgelöst.

### Letzte Stationen (2001–2003)
Nach über sieben Jahren in England wechselte Bohinen zum dänischen Erstligisten Lyngby BK in die Dänische Superliga 2000/01 und beendete die Saison auf dem neunten Tabellenplatz. Im Januar 2002 wechselte er zum dänischen Zweitligisten Farum BK und stieg mit seiner neuen Mannschaft als Vizemeister der Dänische 1. Division 2001/02 in die Superliga auf. Seine letzte Station im Jahr 2003 war der norwegische Erstligist Vålerenga Oslo, bei dem er im Alter von 34 Jahren seine Spielerkarriere beendete.

### Norwegische Nationalmannschaft (1989–1999)
Lars Bohinen debütierte am 25. Oktober 1989 bei einem 2:2 in Kuwait für die norwegische Nationalmannschaft. Nach einer erfolgreichen WM-Qualifikation erreichte Norwegen mit der Teilnahme an der Fußball-Weltmeisterschaft 1994  in den USA erstmals seit der Fußball-Weltmeisterschaft 1938 wieder ein WM-Endturnier. Die Mannschaft um Erik Thorstvedt, Rune Bratseth, Stig Inge Bjørnebye, Alf-Inge Haaland und Lars Bohinen hatte zuvor überraschend die favorisierten Nationalmannschaften der Niederlande und England hinter sich gelassen. Lars Bohinen erzielte am 2. Juni 1993 beim 2:0-Heimsieg über England den zweiten Treffer der norwegischen Mannschaft. Nach seiner Nominierung in den norwegischen WM-Kader bestritt der 24-jährige Bohinen alle drei Gruppenspiele (1:0 gegen Mexiko, 0:1 gegen Italien und 0:0 gegen Irland), schied mit seiner Mannschaft jedoch punktgleich mit allen drei Gruppengegner nach der Vorrunde aus.

### Trainer Karriere
Nach seinem Rücktritt vom Fußballsport wurde Bohinen Assistenztrainer bei Vålerenga in Oslo, Norwegen, gab diesen Job jedoch später auf. Später wurde er Sportdirektor in Stabæk, trat jedoch im April 2009 zurück. Anschließend war er Trainer der ersten Mannschaft von Asker, Sandefjord, Aalesund, Sarpsborg 08 und Stabæk.
Von 2012 bis 2025 war er als Manager verschiedener norwegischer Vereine tätig.